# Abdij van Gerleve

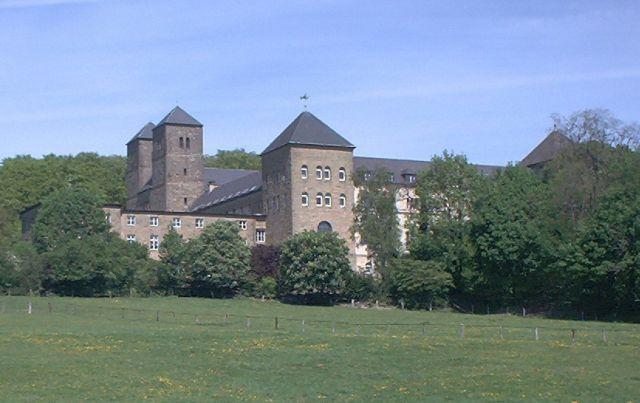
Abdij van Gerleve

De abdij van Gerleve is een benedictijns klooster. De in 1899 gestichte abdij ligt in de Duitse deelstaat, Noordrijn-Westfalen, tussen de steden Coesfeld en Billerbeck.

## Geschiedenis

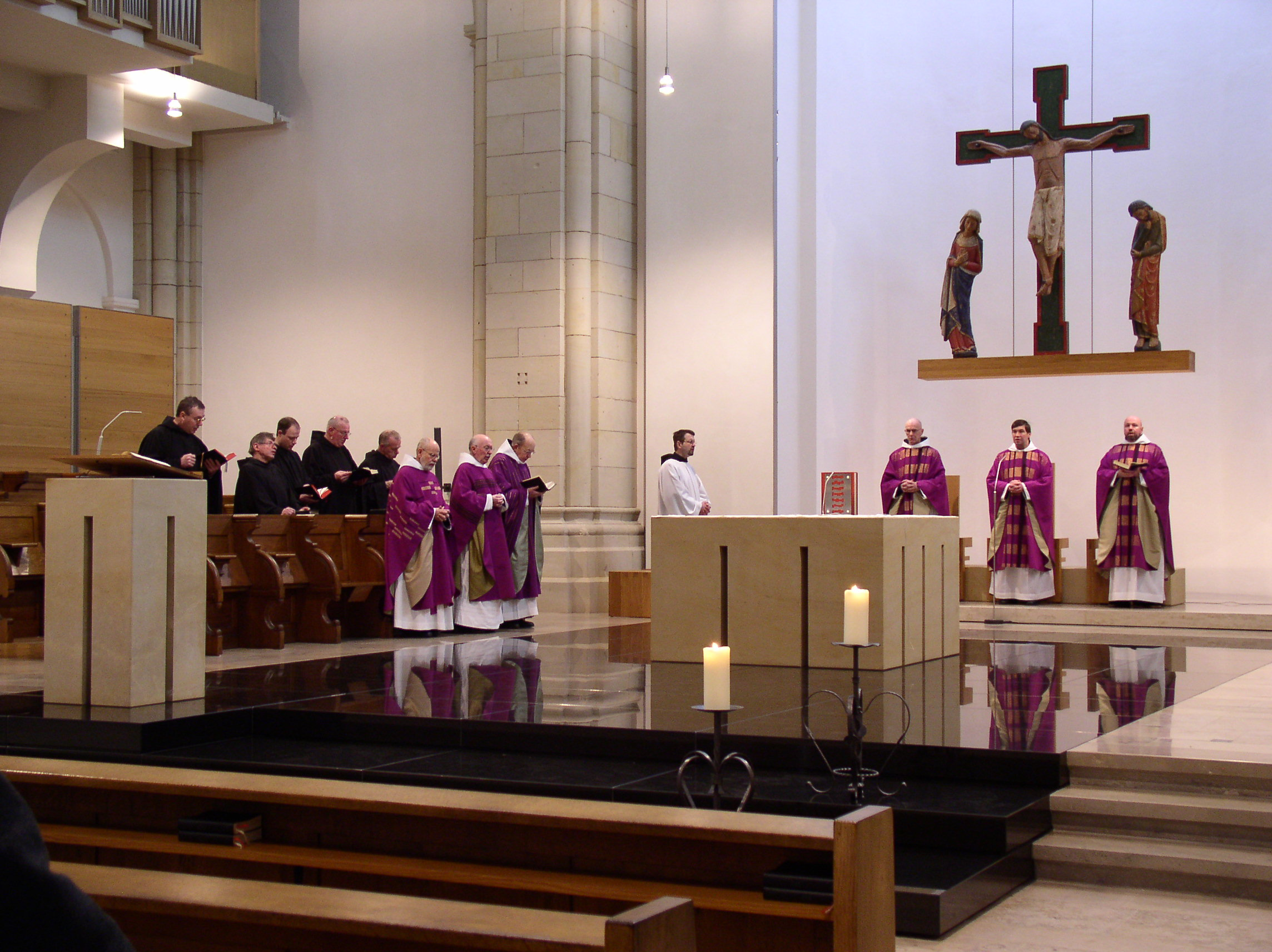
Mis in de abdijkerk

### Van de stichting tot 1945
Het klooster werd in 1899 door monniken van de Aartsabdij van Beuron gesticht; het werd in 1904 tot Abdij verheven. Patroonheilige is Jozef van Nazareth. Onder abt Raphael Molitor beleefde het klooster vanaf 1906 een regelmatige groei, in 1936 woonden er 100 monniken.
In 1941 werd de kloostergemeenschap in het kader van de "Klostersturm" door de Nazi's uit de abdij verdreven. De broeders Augustin Hessing (1897–1975) en Gregor Schwake (1892–1967) kwamen in het concentratiekamp Dachau terecht. De kloostergebouwen werden deels als onderkomen van de naziwelzijnsorganisatie "Mutter und Kind" gebruikt, en deels als "vormingsplaats voor de Hitler-Jugend van Westfalen-Nord". Zwangere vrouwen uit het Ruhrgebied en Münsterland konden in het leegstaande klooster hun kind ter wereld brengen. In die jaren werden er meer dan 800 kinderen geboren. 
Kort voor het einde van de Tweede Wereldoorlog, op 11 februari 1945, werd er in de gebouwen een lazaret van de Luftwaffe gevestigd. Na de bevrijding op 30 maart 1945 werd dit lazaret gebruikt voor gewonden van verschillende nationaliteiten, eerst onder Amerikaanse, daarna onder Sovjet-Russische en ten slotte onder Poolse leiding. Veel gewonden stierven alsnog, 200 van hen werden op het kloosterkerkhof begraven.

### Vanaf 1946
In 1946 konden de monniken terugkeren. In 1951 stichtte de gemeenschap een tweede klooster in Nütschau bij Bad Oldesloe in Sleeswijk-Holstein. Meerdere monniken waren werkzaam op wetenschappelijk gebied, anderen in de zielzorg, de gastenverblijven, de bibliotheek of de tuinen. Tot de bekendsten hoort de kerkmusicus en dichter Gregor Schwake. In juli 2024 telde de kloostergemeenschap 31 leden.
Als uiting van benedictijnse gastvrijheid bezit de abdij twee gastenverblijven, voor volwassenen het Exercitiehuis Ludgerirast met 47 kamers, en voor jongeren het vormingsverblijf Haus St. Benedikt met plaats voor 80 personen. In het klooster zelf werd in 1955 een vleugel aangebouwd met 11 kamers voor mannelijke gasten. De bibliotheek van het klooster beschikt over ongeveer 230.000 boeken. In 2008 werd ter ondersteuning de stichting Stiftung Abtei Gerleve opgericht.

## Kloosterkerk

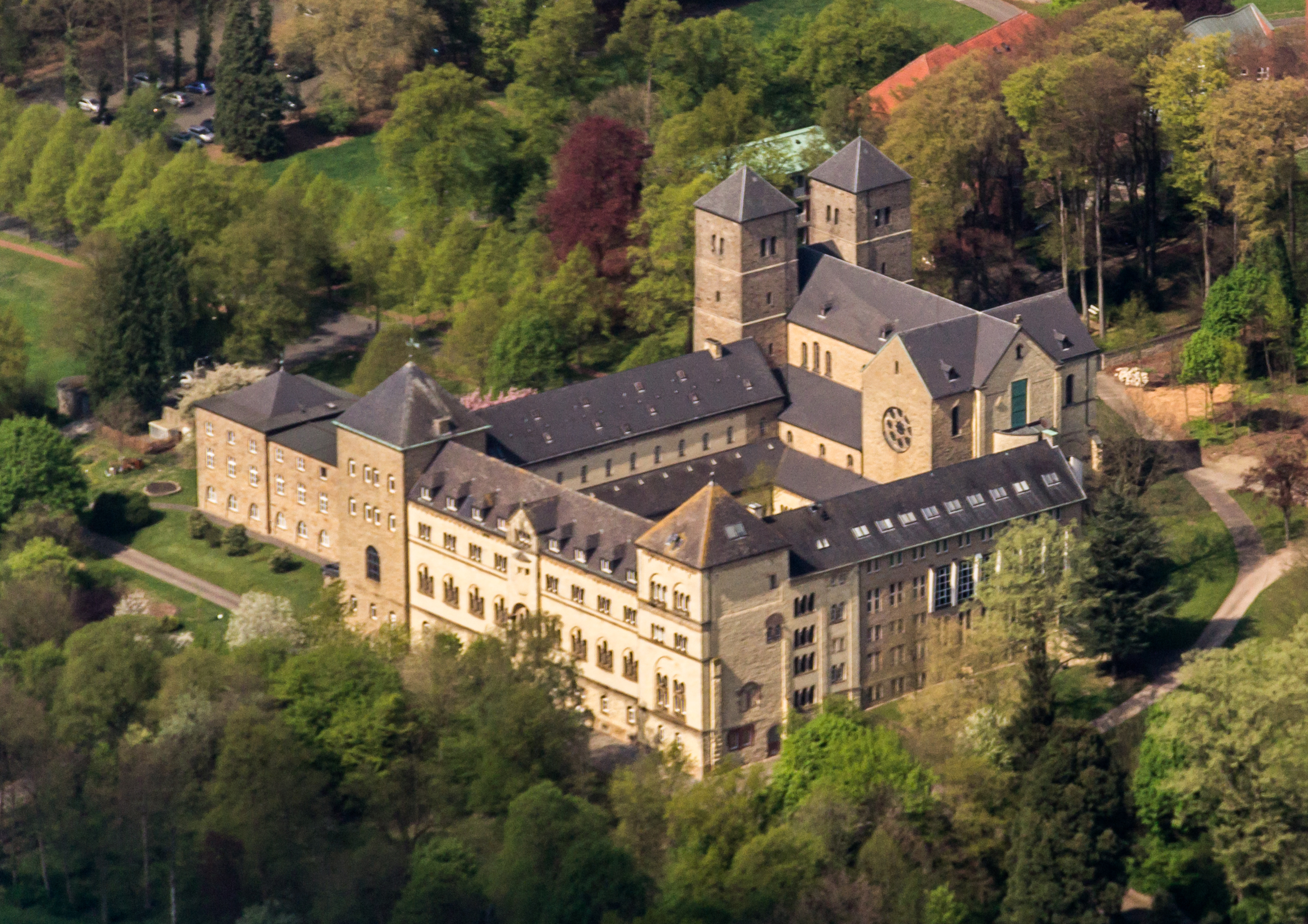
Luchtfoto, 2014

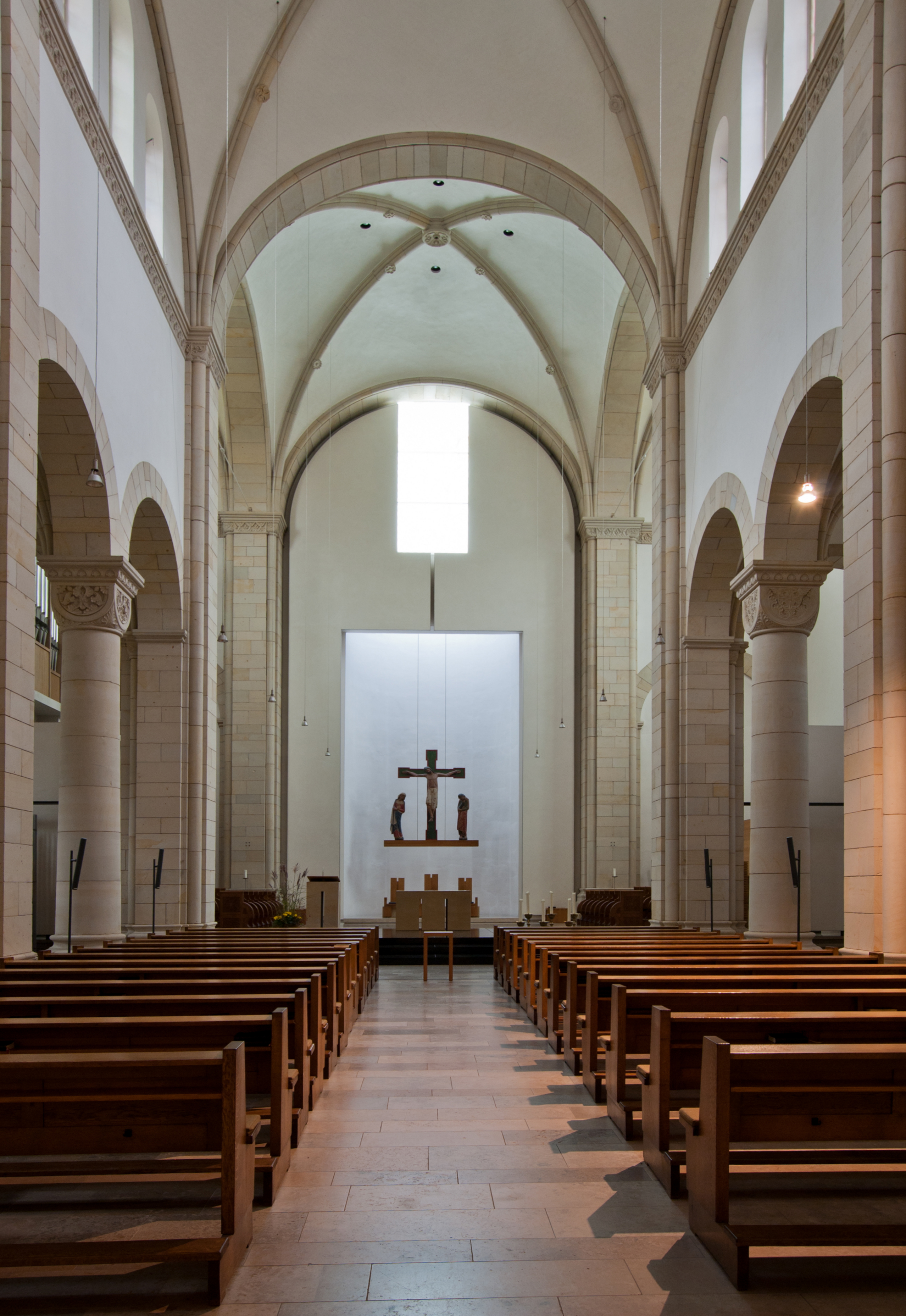
Zicht door middenschip abdijkerk

De gebouwen van het klooster zijn tegen de zuidkant van de grote kloosterkerk gebouwd, waarvan de 42 m hoge torens beeldbepalend zijn.

### Bouwgeschiedenis en architectuur
Het is een basiliek met drie schepen in de Neoromaanse stijl. De kerk werd net als de kloostergebouwen ontworpen door de architect Wilhelm Rincklake, een benedictijn uit de Abdij Maria Laach, de bouw begon in 1901. In 1904 werd de eerste liturgie gehouden, hoewel de oostelijke koorafsluiting slechts provisorisch met een apsis was gemaakt, terwijl hier een verdere kruising was voorzien.
In 1937 en 1938 werd de door weersinvloeden beschadigde westelijke gevel naar een plan van de Keulse architect Dominikus Böhm gerestaureerd. Daarbij kregen de torens die eerst een Rombisch dak hadden, vlakkere piramidedaken.

### Inrichting
In 1949–1950 werd het interieur gewijzigd. Een Jozefbeeld boven het hoogaltaar werd vervangen door een Christus-mozaïek van de kerkschilder Ludwig Baur. Ook in 1970 en 2004 werd het interieur aangepast.
De inrichting van de kerk is sober, zodat de aandacht op het altaar in het centrum van de kruising (van middenschip en transept) is gericht. Het altaar is gemaakt van Elbe-zandsteen en ontworpen door de kunstenaar Ulrich Hahn. Aan de noord- en zuidzijde van het altaar bevinden zich de koorbanken van de monniken, onder de twee rozettenvensters in de zijmuren.
In 2005 werd in de kruising een beschilderde beeldengroep in laatromaanse stijl uit Noord-Spanje opgehangen. Het is een afbeelding van de kruisiging die dateert uit de vroege 13e eeuw. De figuren van Christus, Maria en Johannes zijn levensgroot uitgevoerd.
In de noordelijke toren bevindt zich de Hart van Jezus-Kapel waarin een altaar van verguld houtsnijwerk, gemaakt in 1912, staat opgesteld. In de zuidelijke toren bevindt zich een Mariakapel, waarin een laatmiddeleeuws Mariastandbeeld uit Zuid-Duitsland staat. De kapel is de laatste rustplaats van de zuster van Clemens August Kardinaal von Galen, de gravin Paula Ursula von Galen (1876–1923), die nauw met het klooster was verbonden.

### Klokken
In de beide torens hangt een zevenstemmig stel bronzen klokken. Zes ervan werden in 1946 en 1993 door gieterij Petit und Edelbrock in Gescher gegoten. De kleinste klok werd in 1524 door Geert van Wou, zoon van de bekende Nederlandse klokkengieter Gerhard van Wou, gegoten.

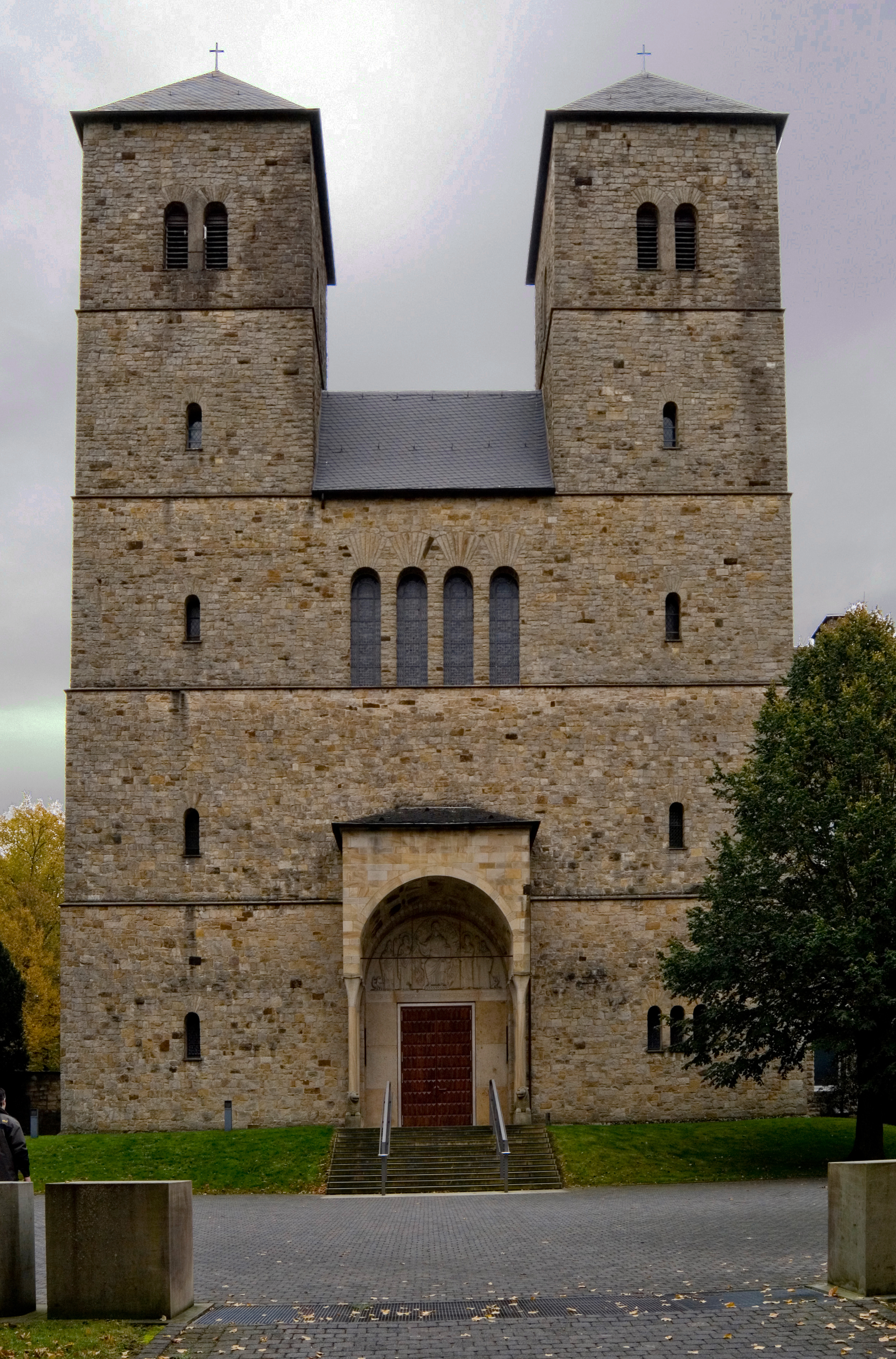
Westtorens van de kloosterkerk

## Activiteiten
In het begin van het jaar vindt regelmatig het filmfestival van het Evangelisch vormingswerk uit Dortmund, Westfalen en Lippe plaats.
Daarnaast biedt de abdij het jaar door een programma aan met activiteiten als wandeltochten, literatuur, film, gespreksgroepen en dergelijke.